# Heinrich Stümer
Johann Daniel Heinrich Stümer (* 1789 in Fredenwalde bei Liebenwalde; † 27. Dezember 1857 in Berlin) war ein deutscher Opern- und Oratoriensänger (Tenor), Gesangslehrer sowie Komponist. 

## Leben
Stümer war Sohn eines Kantors und gelangte bereits früh nach Berlin, wo er wiederum bei einem Kantor der Georgenkirche aufwuchs.
Ab 1804 sang Stümer in der Singakademie, bis 1805 in der Stimmlage Alt, danach Tenor. Ab 1806 war er Gesangsschüler von Vincenzo Righini.
Von 1811 – Debüt als Belmonte in Mozarts Die Entführung aus dem Serail – bis 1831 war Stümer Ensemblemitglied der Königlichen Schauspiele. Von 1814 bis 1852 war Stümer Mitglied in der von Carl Friedrich Zelter gegründeten Liedertafel und komponierte hierfür mehrere Lieder. In der Uraufführung von Carl Maria von Webers Der Freischütz 1821 sang er die Titelrolle des Jägerburschen Max und war damit noch bis 1830 zu hören. In der öffentlichen Berliner Erstaufführung des Weberschen Oberon gab er 1828 den Hüon – die Titelpartie hatte er bereits 1826 in einer Privataufführung interpretiert.
Stümer war 1829 an der Wiederaufführung von Johann Sebastian Bachs Matthäuspassion unter Felix Mendelssohn beteiligt. Nach seiner Opernkarriere wirkte er noch langjährig als Pädagoge und Komponist. Er war Mitglied der Berliner Freimaurerloge Zum Pegasus.
1831 wurde Stümer pensioniert, trat aber noch gelegentlich auf und arbeitete vor allem als Gesangslehrer. Er starb 1857 in Berlin und wurde auf dem Jerusalemkirchhof vor dem Halleschen Tor beerdigt.

## Werke (Auswahl)
- 5 Gesänge für Sopran oder Tenor, Berlin 1837
- 6 Gesänge für 2 Tenor und 2 Bassstimmen op. 2, Berlin 1838
- Lurley-Lied (Johann Wilhelm Bornemann) op. 3, Berlin 1846
- Die Rose (Friedrich Gottlob Uhlemann) op. 4, Berlin 1846